# Urban Lindgren
Erik Urban Lindgren (ur. 18 kwietnia 1973 w Morjärv) – szwedzki biegacz narciarski, srebrny medalista mistrzostw świata.

## Kariera
Igrzyska olimpijskie w Salt Lake City w 2002 roku były pierwszymi i zarazem ostatnimi w jego karierze. Zajął tam 17. miejsce w biegu na 15 km techniką klasyczną oraz trzynaste miejsce w sztafecie 4 × 10 km.
W 2001 roku wystartował na mistrzostwach świata w Lahti. Osiągnął tam największy sukces w swojej karierze wspólnie z Mathiasem Fredrikssonem, Magnusem Ingessonem i Perem Elofssonem zdobywając brązowy medal w sztafecie. Na tych samych mistrzostwach zajął także 25. miejsce w biegu na 15 km stylem klasycznym oraz 14. miejsce na dystansie 30 km techniką klasyczną. Na kolejnych mistrzostwach świata już nie startował.
Najlepsze wyniki w Pucharze Świata uzyskał w sezonie 1999/2000, kiedy to zajął 35. miejsce w klasyfikacji generalnej.
W 2002 roku zakończył karierę.

## Osiągnięcia

### Igrzyska olimpijskie
| Miejsce | Dzień     | Rok  | Miejscowość    | Konkurencja             | Czas biegu | Strata  | Zwycięzca       |
| ------- | --------- | ---- | -------------- | ----------------------- | ---------- | ------- | --------------- |
| 17.     | 12 lutego | 2002 | Salt Lake City | 15 km stylem klasycznym | 37:07,4    | +2:17,4 | Andrus Veerpalu |
| 13.     | 17 lutego | 2002 | Salt Lake City | Sztafeta 4 × 10 km      | 1:32:45,5  | +5:14,0 | Norwegia        |

### Mistrzostwa świata
| Miejsce | Dzień     | Rok  | Miejscowość | Konkurencja             | Czas biegu | Strata  | Zwycięzca       |
| ------- | --------- | ---- | ----------- | ----------------------- | ---------- | ------- | --------------- |
| 25.     | 15 lutego | 2001 | Lahti       | 15 km stylem klasycznym | 39:26,0    | +2:17,3 | Per Elofsson    |
| 14.     | 19 lutego | 2001 | Lahti       | 30 km stylem klasycznym | 1:14:17,9  | +2:30,1 | Andrus Veerpalu |
| 2.      | 22 lutego | 2001 | Lahti       | Sztafeta 4 × 10 km      | 1:36:42,5  | +42,7   | Norwegia        |

### Puchar Świata

#### Miejsca w klasyfikacji generalnej
- sezon 1998/1999: 63.
- sezon 1999/2000: 35.
- sezon 2000/2001: 58.
- sezon 2001/2002: 89.

#### Miejsca na podium
Lindgren nigdy nie stawał na podium indywidualnych zawodów Pucharu Świata.